# María de Jesús Castillo
María de Jesús Castillo Nicacio (Guadalajara, Jalisco; 6 de julio de 1983) es una futbolista mexicana. 

## Participaciones en Copas del Mundo Sub-20
| Mundial                                        | Sede   | Resultado    | Partidos | Goles |
| ---------------------------------------------- | ------ | ------------ | -------- | ----- |
| Copa Mundial Femenina de Fútbol Sub-19 de 2002 | Canadá | Primera Fase | 3        | 0     |

## Participaciones en Juegos Olímpicos
| Mundial                            | Sede   | Resultado        | Partidos | Goles |
| ---------------------------------- | ------ | ---------------- | -------- | ----- |
| Torneo olímpico femenino de fútbol | Grecia | Cuartos de final | 3        | 0     |

## Participaciones en Copa de Oro
| Copa                | Sede           | Resultado    | Partidos | Goles |
| ------------------- | -------------- | ------------ | -------- | ----- |
| Copa de Oro de 2006 | Estados Unidos | Tercer lugar | 3        | 0     |